# Christian Trajkovski
Christian "Srgjan" Trajkovski født 11. august 1965 er en dansk atlet og atletiktræner med makedonske rødder. Han er medlem og træner i Sparta. Tidligere i AK73 og Københavns IF. Dansk mester i sprint 12 gange. Han har syv landskampe i Europa-cupen (1994-2002).
Han er far og træner til Peter og Andreas Trajkovski Sørensen samt Nick Ekelund-Arenander.

## Danske mesterskaber
100 meter: 1995, 1999 og 2000.
200 meter: 1997 og 1999.
60 meter inde:1989, 1992, 1996, 1997, 1998 og 2004.
200 meter inde: 1998.

## Danske rekorder
Var med på det danske 4 x 100 meter landshold som satte den danske rekord på 40,09 28. juni 1996
Har fire danske stafet rekorder for klubhold alle med Sparta; 4 x 100 meter 40,42 og to gange 1:25,53 på 4 x 200 metere samt 1000 meter stafet på 1:52,49.

## Personlige rekorder
100 meter: 10,43 1996
200 meter: 21,40 1997

## Ekstern henvisning
- Statletik-profil (Webside ikke længere tilgængelig)
- Artiklen har ingen egenskaber for sportsdatabaser i Wikidata
- En blomst sprang ud 1. udgave 2004, 179 sider. Redaktion: Peter Bistrup, Per Kold Larsen og Morten Lasse Møller Opsætning og layout: Dorthe Boye ISBN 87-990092-1-8 (PDF Arkiveret 23. juli 2007 hos  Wayback Machine)

|  | Artiklen om Christian Trajkovski kan blive bedre, hvis der indsættes et (bedre) billede Du kan hjælpe ved at afsøge Wikimedia Commons for et passende billede eller uploade et godt billede til Wikimedia Commons iht. de tilladte licenser og indsætte det i artiklen. |